# Liste des députés de la XIVe législature du Parlement grec
Les députés de la XIVe législature du Parlement grec sont les 300 députés de la XIVe législature du Parlement grec élue lors des élections législatives grecques de mai 2012. Leur mandat commence le 17 mai 2012 et s'achève par la dissolution du Parlement deux jours plus tard.

## Liste des députés
- Haut – A
- B
- C
- D
- E
- F
- G
- H
- I
- J
- K
- L
- M
- N
- O
- P
- Q
- R
- S
- T
- U
- V
- W
- X
- Y
- Z

| Nom                                     | Circonscription  | Parti | Parti               | Notes                               |
| --------------------------------------- | ---------------- | ----- | ------------------- | ----------------------------------- |
| Iríni-Eléni Agathopoúlou                | Kilkís           |       | SYRIZA              |                                     |
| Christos Aïdonis (el)                   | Dráma            |       | PASOK               |                                     |
| Chryssovalandis Alexopoulos             | Larissa          |       | Aube dorée          |                                     |
| Ioánnis Amanatídis                      | Thessalonique A  |       | SYRIZA              |                                     |
| Lítsa Ammanatídou-Paschalídou           | Thessalonique B  |       | SYRIZA              |                                     |
| Dimitrios Anagnostakis                  | Eubée            |       | DIMAR               |                                     |
| Ioannis Andrianos                       | Argolide         |       | Nouvelle Démocratie |                                     |
| Mimis Androulakis (en)                  | Athènes B        |       | PASOK               |                                     |
| Maria Antoniou                          | Kastoria         |       | Nouvelle Démocratie |                                     |
| Evángelos Apostólou                     | Eubée            |       | SYRIZA              |                                     |
| Stavros Arachovitis                     | Laconie          |       | SYRIZA              |                                     |
| Fotini Arambatzi                        | Serrès           |       | Nouvelle Démocratie |                                     |
| Evgenia Arvaniti-Prevezanou (el)        | Attique          |       | Grecs indépendants  |                                     |
| Michaïl Arvanitis-Avramis               | Achaïe           |       | Aube dorée          |                                     |
| Konstantinos Arvanitopoulos (el)        | Le Pirée A       |       | Nouvelle Démocratie |                                     |
| Athanasios Athanasiou                   | Attique          |       | SYRIZA              |                                     |
| Charalambos Athanasiou                  | Liste nationale  |       | Nouvelle Démocratie |                                     |
| Dionysia-Theodora Avgerinopoulou (en)   | Élide            |       | Nouvelle Démocratie | Secrétaire pour la première session |
| Gavriil Avramidis                       | Thessalonique A  |       | Grecs indépendants  |                                     |
| Dimitris Avramopoulos                   | Athènes A        |       | Nouvelle Démocratie |                                     |
| Konstandínos Barbaroússis               | Étolie-Acarnanie |       | Aube dorée          |                                     |
| Evangelos Bassiakos                     | Béotie           |       | Nouvelle Démocratie |                                     |
| Antonios Bézas                          | Thesprotie       |       | Nouvelle Démocratie |                                     |
| Markos Bolaris (el)                     | Serrès           |       | PASOK               |                                     |
| Efstathios Boukouras                    | Corinthie        |       | Aube dorée          |                                     |
| Athanasios Bouras                       | Attique          |       | Nouvelle Démocratie |                                     |
| Evangelos Boutas                        | Kardítsa         |       | KKE                 |                                     |
| Pavlos Chaïkalis                        | Attique          |       | Grecs indépendants  |                                     |
| Spyridon Chalvatzis (el)                | Athènes B        |       | KKE                 |                                     |
| Maximos Charakopoulos                   | Larissa          |       | Nouvelle Démocratie |                                     |
| Despina Charalambidou                   | Thessalonique A  |       | SYRIZA              |                                     |
| Charalambos Charalambous (Babis)        | Corfou           |       | KKE                 |                                     |
| Theodoros Chimaras                      | Phthiotide       |       | Grecs indépendants  |                                     |
| Paraskevi Christofilopoulou             | Attique          |       | PASOK               |                                     |
| Dimitrios Christogiannis (bg)           | Piérie           |       | Nouvelle Démocratie |                                     |
| Michális Chryssohoïdis                  | Athènes B        |       | PASOK               |                                     |
| Marina Chryssoveloni                    | Magnésie         |       | Grecs indépendants  |                                     |
| Athanasios Davakis                      | Laconie          |       | Nouvelle Démocratie |                                     |
| Athanasios Davlouros                    | Achaïe           |       | Nouvelle Démocratie |                                     |
| Georgios Davris                         | Achaïe           |       | Grecs indépendants  |                                     |
| Georgios Diktakis                       | Héraklion        |       | Nouvelle Démocratie |                                     |
| Nikolaos Dendias                        | Corfou           |       | Nouvelle Démocratie |                                     |
| Alexandros Dermedzopoulos               | Évros            |       | Nouvelle Démocratie |                                     |
| Ioannis Dimaras (el)                    | Athènes B        |       | Grecs indépendants  |                                     |
| Christos Dimas                          | Corinthie        |       | Nouvelle Démocratie | Secrétaire pour la première session |
| Pýrros Dímas                            | Liste nationale  |       | PASOK               |                                     |
| Argyris Dinopoulos (el)                 | Athènes B        |       | Nouvelle Démocratie |                                     |
| Iró Dióti                               | Larissa          |       | SYRIZA              |                                     |
| Giorgos Dolios (el)                     | Évros            |       | PASOK               |                                     |
| Réna Doúrou                             | Athènes B        |       | SYRIZA              | Questrice pour la première session  |
| Ioánnis Dragasákis                      | Athènes B        |       | SYRIZA              |                                     |
| Theodoros Dritsas                       | Le Pirée A       |       | SYRIZA              |                                     |
| Ioannis Drivelegas                      | Chalcidique      |       | PASOK               |                                     |
| Dimitrios Emmanouilidis                 | Kavala           |       | SYRIZA              |                                     |
| Nikolaos Exarchos (Pakos)               | Ioannina         |       | KKE                 |                                     |
| Theanó Fotíou                           | Liste nationale  |       | SYRIZA              |                                     |
| Evangelos Fotiou                        | Serrès           |       | DIMAR               |                                     |
| Niki Founda                             | Étolie-Acarnanie |       | DIMAR               |                                     |
| Dionysios Gasparos                      | Zante            |       | Nouvelle Démocratie |                                     |
| Fófi Gennimatá                          | Liste nationale  |       | PASOK               |                                     |
| Georgios Georgandas                     | Kilkís           |       | Nouvelle Démocratie |                                     |
| Spyrídon-Ádonis Georgiádis              | Athènes B        |       | Nouvelle Démocratie |                                     |
| Efstathia Georgopoulou-Saltari (Efi)    | Élide            |       | SYRIZA              |                                     |
| Eleni Gerasimidou                       | Thessalonique B  |       | KKE                 |                                     |
| Geórgios Germenís                       | Athènes B        |       | Aube dorée          |                                     |
| Kyriakos Gerontopoulos                  | Évros            |       | Nouvelle Démocratie |                                     |
| Maria Giannakaki                        | Le Pirée B       |       | DIMAR               |                                     |
| Michail Giannakis (el)                  | Liste nationale  |       | Grecs indépendants  |                                     |
| Konstantina Giannakopoulou (Nadia)      | Messénie         |       | PASOK               |                                     |
| Chryssoula-Maria Giatagana              | Thessalonique A  |       | Grecs indépendants  |                                     |
| Konstantinos Giovanopoulos (bg)         | Imathie          |       | Grecs indépendants  |                                     |
| Apostolos Glétsos                       | Phthiotide       |       | Aube dorée          |                                     |
| Manólis Glézos                          | Liste nationale  |       | SYRIZA              |                                     |
| Christos Gokas                          | Arta             |       | PASOK               |                                     |
| Athanasios Grammatikopoulos             | Pella            |       | Grecs indépendants  |                                     |
| Antonios Grégos                         | Thessalonique A  |       | Aube dorée          |                                     |
| Léonidas Grigorakos                     | Laconie          |       | PASOK               | Cinquième vice-président            |
| Ioannis Guiokas                         | Attique          |       | KKE                 |                                     |
| Konstantinos Guioulekas                 | Thessalonique A  |       | Nouvelle Démocratie |                                     |
| Konstantinos Gyparis                    | La Canée         |       | Nouvelle Démocratie |                                     |
| Achmet Chatzi Osman                     | Rhodope          |       | PASOK               |                                     |
| Konstantinos Hatzidakis (Kostis)        | Athènes B        |       | Nouvelle Démocratie |                                     |
| Vassilios Hatzilambrou                  | Achaïe           |       | SYRIZA              |                                     |
| Tsambika Iatridi (el)                   | Dodécanèse       |       | Grecs indépendants  |                                     |
| Georgios Ikonomou                       | Tríkala          |       | PASOK               |                                     |
| Vassilios Ikonomou                      | Attique          |       | DIMAR               |                                     |
| Panayiótis Iliópoulos                   | Magnésie         |       | Aube dorée          |                                     |
| Ekaterini Inglezi                       | Chalcidique      |       | SYRIZA              |                                     |
| Ioannis Ioannidis                       | Thessalonique A  |       | Nouvelle Démocratie |                                     |
| Vassilios Ioannou                       | Préveza          |       | PASOK               |                                     |
| Nikitas Kaklamanis                      | Athènes A        |       | Nouvelle Démocratie |                                     |
| Apostolos Kaklamanis (en)               | Athènes B        |       | PASOK               |                                     |
| Stavros Kalafatis                       | Thessalonique A  |       | Nouvelle Démocratie |                                     |
| Georgios Kalandzis (bg)                 | Kavala           |       | Nouvelle Démocratie |                                     |
| Stavros Kalogiannis                     | Ioannina         |       | Nouvelle Démocratie |                                     |
| Panos Kamménos                          | Évros            |       | Grecs indépendants  |                                     |
| Achilleas Kandartzis                    | Tríkala          |       | KKE                 |                                     |
| Garyfallia Kanelli (Liana)              | Athènes A        |       | KKE                 |                                     |
| María Kanellopoúlou                     | Achaïe           |       | SYRIZA              |                                     |
| Vassilios Kapernaros                    | Athènes B        |       | Grecs indépendants  |                                     |
| Dimitrios Karagiannis                   | Lesbos           |       | KKE                 |                                     |
| Konstantinos Karagounis                 | Étolie-Acarnanie |       | Nouvelle Démocratie | Secrétaire pour la première session |
| Ánna Karamanlí                          | Athènes B        |       | Nouvelle Démocratie |                                     |
| Kostas Karamanlis                       | Thessalonique A  |       | Nouvelle Démocratie |                                     |
| Ioannis Karambelas                      | Béotie           |       | Nouvelle Démocratie |                                     |
| Efthymios Karanasios                    | Chalcidique      |       | Nouvelle Démocratie |                                     |
| Xanthippi Karanika                      | Imathie          |       | SYRIZA              |                                     |
| Théodoros Karaoglou                     | Thessalonique B  |       | Nouvelle Démocratie |                                     |
| Georgios Karasmanis                     | Pella            |       | Nouvelle Démocratie |                                     |
| Nikólaos Karathanasópoulos              | Achaïe           |       | KKE                 |                                     |
| Aïchan Karagiousouf                     | Rhodope          |       | SYRIZA              |                                     |
| Michalis Karchimakis (en)               | Lassithi         |       | PASOK               |                                     |
| Georgios Kassapidis                     | Kozani           |       | Nouvelle Démocratie |                                     |
| Ilias Kassidiaris                       | Attique          |       | Aube dorée          |                                     |
| Michaïl Kassis                          | Ioannina         |       | PASOK               |                                     |
| Chrístos Katsótis                       | Athènes B        |       | KKE                 |                                     |
| Simos A. Kedikoglou (el)                | Eubée            |       | PASOK               |                                     |
| Ólga Kefaloyánni                        | Athènes A        |       | Nouvelle Démocratie |                                     |
| Manólis Kefaloyiánnis                   | Héraklion        |       | Nouvelle Démocratie |                                     |
| Vassilios Kéguéroglou                   | Héraklion        |       | PASOK               |                                     |
| Christos Kellas                         | Larissa          |       | Nouvelle Démocratie |                                     |
| Vassílios Kikílias                      | Athènes A        |       | Nouvelle Démocratie |                                     |
| Dimitrios Kodelas                       | Argolide         |       | SYRIZA              |                                     |
| María Kóllia-Tsarouchá                  | Serrès           |       | Grecs indépendants  | Sixième vice-présidente             |
| Konstantinos Kondogeorgos               | Eurytanie        |       | Nouvelle Démocratie | Questeur pour la première session   |
| Pavlos Kondogiannidis                   | Athènes B        |       | Grecs indépendants  |                                     |
| Alexandros Kondos                       | Xánthi           |       | Nouvelle Démocratie |                                     |
| Emmanouil Konsolas                      | Dodécanèse       |       | Nouvelle Démocratie |                                     |
| Efstathios Konstantinidis (bg) (Statis) | Flórina          |       | Nouvelle Démocratie |                                     |
| Théodosios Konstantinidis               | Thessalonique A  |       | KKE                 |                                     |
| Odysséas Konstantinopoulos              | Arcadie          |       | PASOK               |                                     |
| Georgios Konstantopoulos (el)           | Piérie           |       | Nouvelle Démocratie |                                     |
| Ioannis Konstantopoulos (el)            | Élide            |       | Grecs indépendants  |                                     |
| Zoí Konstantopoúlou                     | Athènes A        |       | SYRIZA              | Secrétaire pour la première session |
| Timoleon Kopsachilis                    | Grévéna          |       | Nouvelle Démocratie | Questeur pour la première session   |
| Terence Kouik                           | Liste nationale  |       | Grecs indépendants  |                                     |
| Konstantinos Koukodimos                 | Piérie           |       | Nouvelle Démocratie |                                     |
| Paris Koukoulopoulos (el)               | Kozani           |       | PASOK               |                                     |
| Dimítrios Koukoútsis                    | Messénie         |       | Aube dorée          |                                     |
| Symeon Koumbanis                        | Kastoria         |       | Grecs indépendants  |                                     |
| Elena Koundoura                         | Athènes A        |       | Grecs indépendants  |                                     |
| Tássos Kourákis                         | Thessalonique A  |       | SYRIZA              | Quatrième vice-président            |
| Ioannis Kourakos                        | Le Pirée B       |       | Grecs indépendants  |                                     |
| Panagiotis Kouroumblis                  | Athènes B        |       | SYRIZA              |                                     |
| Yánnis Koutsoúkos                       | Élide            |       | PASOK               |                                     |
| Andréas Koutsoumbas                     | Béotie           |       | Nouvelle Démocratie |                                     |
| Fotis Kouvélis                          | Athènes B        |       | DIMAR               |                                     |
| Nikolaos Kouzilos                       | Le Pirée A       |       | Aube dorée          |                                     |
| Dimitrios Kremastinos                   | Dodécanèse       |       | PASOK               |                                     |
| Nikolaos Krespis                        | Élide            |       | Aube dorée          |                                     |
| Michaïl Kritsotákis                     | Héraklion        |       | SYRIZA              |                                     |
| Lina Krokidi                            | Athènes B        |       | KKE                 |                                     |
| Vassilios Kyriakakis                    | Phthiotide       |       | SYRIZA              |                                     |
| Dimitrios Kyriazidis                    | Dráma            |       | Nouvelle Démocratie |                                     |
| Georgios Kyritsis                       | Tríkala          |       | DIMAR               |                                     |
| Panayótis Lafazánis                     | Le Pirée B       |       | SYRIZA              |                                     |
| Ioánnis Lagós                           | Le Pirée B       |       | Aube dorée          |                                     |
| Yannis Lambropoulos (el)                | Messénie         |       | Nouvelle Démocratie |                                     |
| Georgios Lambroulis                     | Larissa          |       | KKE                 |                                     |
| Chryssanthos Lazaridis                  | Liste nationale  |       | Nouvelle Démocratie |                                     |
| Théofilos Léondaridis (bg)              | Serrès           |       | Nouvelle Démocratie |                                     |
| Dimitrios Lindzeris                     | Le Pirée B       |       | PASOK               |                                     |
| Andréas Loverdos                        | Athènes B        |       | PASOK               |                                     |
| Spyridon Lykoudis                       | Liste nationale  |       | DIMAR               |                                     |
| Andréas Lykourétzos (el)                | Arcadie          |       | Nouvelle Démocratie |                                     |
| Rachil Makri                            | Kozani           |       | Grecs indépendants  |                                     |
| Christos Mandas                         | Ioannina         |       | SYRIZA              |                                     |
| Aspasia Mandreka                        | Phocide          |       | Nouvelle Démocratie |                                     |
| Ioannis Maniatis (el)                   | Argolide         |       | PASOK               |                                     |
| Diamanto Manolakou                      | Le Pirée B       |       | KKE                 |                                     |
| Ioannis Manolis                         | Athènes B        |       | Grecs indépendants  |                                     |
| Nótis Mariás                            | Héraklion        |       | Grecs indépendants  |                                     |
| Geórgios Marínos                        | Eubée            |       | KKE                 |                                     |
| Konstantinos Markopoulos (el)           | Eubée            |       | Grecs indépendants  |                                     |
| Ekaterini Markou                        | Thessalonique B  |       | DIMAR               |                                     |
| Georgia Martinou                        | Attique          |       | Nouvelle Démocratie |                                     |
| Dimitrios Mavratzotis                   | Samos            |       | KKE                 |                                     |
| Vangelis Meïmarakis                     | Athènes B        |       | Nouvelle Démocratie |                                     |
| Panagiotis Melas                        | Le Pirée A       |       | Grecs indépendants  |                                     |
| Nikolaos Michalakis                     | Kardítsa         |       | SYRIZA              |                                     |
| Nikolaos Michaloliakos                  | Athènes A        |       | Aube dorée          |                                     |
| Ioannis Michelakis                      | Liste nationale  |       | Nouvelle Démocratie |                                     |
| Ioannis Michelogiannakis                | Héraklion        |       | DIMAR               |                                     |
| Nikólaos Míchos                         | Eubée            |       | Aube dorée          |                                     |
| Panagiotis Mitarakis (Notis)            | Athènes A        |       | Nouvelle Démocratie |                                     |
| Alexios Mitropoulos                     | Attique          |       | SYRIZA              |                                     |
| Kyriákos Mitsotákis                     | Athènes B        |       | Nouvelle Démocratie |                                     |
| Thanos Moraïtis (el)                    | Étolie-Acarnanie |       | PASOK               |                                     |
| Nikolaos Moraïtis                       | Étolie-Acarnanie |       | KKE                 |                                     |
| Konstantinos Mousouroulis (el)          | Chios            |       | Nouvelle Démocratie |                                     |
| Parisis Moutsinas (Paris)               | Magnésie         |       | DIMAR               |                                     |
| Athanasios Nakos                        | Magnésie         |       | Nouvelle Démocratie | Deuxième vice-président             |
| Apostolos Nanos (en)                    | Magnésie         |       | KKE                 |                                     |
| Nikos Nikolopoulos                      | Achaïe           |       | Nouvelle Démocratie |                                     |
| Georgios Orfanos                        | Thessalonique A  |       | Nouvelle Démocratie |                                     |
| Emmanouil Othonas                       | Réthymnon        |       | PASOK               |                                     |
| Thanasis Pafilis                        | Liste nationale  |       | KKE                 |                                     |
| Ilias Panayiotaros                      | Athènes B        |       | Aube dorée          |                                     |
| Nikolaos Panagiotopoulos                | Kavala           |       | Nouvelle Démocratie |                                     |
| Panos Panagiotopoulos                   | Athènes B        |       | Nouvelle Démocratie |                                     |
| Elpida Pandelaki                        | Le Pirée A       |       | KKE                 | Septième vice-présidente            |
| Ioannis Panoussis                       | Athènes A        |       | DIMAR               |                                     |
| Dimítrios Papadimoúlis                  | Athènes B        |       | SYRIZA              |                                     |
| Evgenios Papadopoulos (en)              | Piérie           |       | Grecs indépendants  |                                     |
| Ekaterini Papakosta-Sidiropoulou        | Athènes B        |       | Nouvelle Démocratie |                                     |
| Georges Papandréou                      | Achaïe           |       | PASOK               |                                     |
| Alexandra Papariga                      | Athènes B        |       | KKE                 |                                     |
| Giannis Papathanasiou                   | Athènes B        |       | Nouvelle Démocratie |                                     |
| Ioannis Pappas                          | Dodécanèse       |       | Nouvelle Démocratie |                                     |
| Christos Pappas                         | Liste nationale  |       | Aube dorée          |                                     |
| Théodoros Parastatidis                  | Kilkís           |       | PASOK               |                                     |
| Ioannis Paschalidis                     | Kavala           |       | Nouvelle Démocratie |                                     |
| Prokopios Pavlopoulos                   | Athènes A        |       | Nouvelle Démocratie |                                     |
| Athanásios Petrákos                     | Messénie         |       | SYRIZA              |                                     |
| Fotini Pipili (en)                      | Athènes A        |       | Nouvelle Démocratie |                                     |
| Ioannis Plakiotakis                     | Lassithi         |       | Nouvelle Démocratie |                                     |
| Vyron Polydoras (en)                    | Athènes B        |       | Nouvelle Démocratie | Président du Parlement grec         |
| Grigoris Psarianos                      | Athènes B        |       | DIMAR               |                                     |
| Andréas Psycharis (el)                  | Athènes A        |       | Nouvelle Démocratie |                                     |
| Thomas Psyrras                          | Larissa          |       | DIMAR               |                                     |
| Élena Rápti                             | Thessalonique A  |       | Nouvelle Démocratie |                                     |
| Maria Repousi                           | Le Pirée A       |       | DIMAR               |                                     |
| Fílippos Sachinídis                     | Larissa          |       | PASOK               |                                     |
| Sofia Sakorafa                          | Athènes B        |       | SYRIZA              |                                     |
| Marios Salmas                           | Étolie-Acarnanie |       | Nouvelle Démocratie |                                     |
| Dimitrios Saltouros                     | Xánthi           |       | PASOK               |                                     |
| Antonios Samaras                        | Messénie         |       | Nouvelle Démocratie |                                     |
| Nikolaos Samaras                        | Flórina          |       | PASOK               |                                     |
| Stéfanos Samoïlis                       | Corfou           |       | SYRIZA              |                                     |
| Maximos Sénétakis                       | Héraklion        |       | Nouvelle Démocratie | Secrétaire pour la première session |
| Nikitas Sioïs                           | Serrès           |       | Aube dorée          |                                     |
| Konstantínos Skandalídis                | Athènes A        |       | PASOK               |                                     |
| Assimina Skondra                        | Kardítsa         |       | Nouvelle Démocratie |                                     |
| Konstantinos Skrekas                    | Tríkala          |       | Nouvelle Démocratie |                                     |
| Nikolaos Smoloktos                      | Dráma            |       | Grecs indépendants  |                                     |
| Théodoros Soldatos                      | Leucade          |       | Nouvelle Démocratie |                                     |
| Aris Spiliotopoulos (en)                | Athènes B        |       | Nouvelle Démocratie |                                     |
| Christos Staïkouras                     | Phthiotide       |       | Nouvelle Démocratie |                                     |
| Dimitris Stamatis (el)                  | Étolie-Acarnanie |       | Grecs indépendants  |                                     |
| Dionysios Staménitis (bg)               | Pella            |       | Nouvelle Démocratie |                                     |
| Konstantinos Stambolidis                | Kozani           |       | KKE                 |                                     |
| Geórgios Stathákis                      | La Canée         |       | SYRIZA              |                                     |
| Ioánnis Stathás                         | Béotie           |       | SYRIZA              |                                     |
| Dimitrios Stratoulis                    | Athènes B        |       | SYRIZA              |                                     |
| Evripidis Stylianidis                   | Rhodope          |       | Nouvelle Démocratie |                                     |
| Georgios Stylios                        | Arta             |       | Nouvelle Démocratie |                                     |
| Emmanouil Syntychakis                   | Héraklion        |       | KKE                 |                                     |
| Nikolaos Syrmalenios                    | Cyclades         |       | SYRIZA              |                                     |
| Nikolaos Tagaras                        | Corinthie        |       | Nouvelle Démocratie |                                     |
| Spyridon Taliadouros                    | Kardítsa         |       | Nouvelle Démocratie | Troisième vice-président            |
| Ioanna Tambaki-Sofronof                 | Imathie          |       | KKE                 |                                     |
| Konstantinos Tassoulas                  | Ioannina         |       | Nouvelle Démocratie |                                     |
| Petros-Georgios Tatsopoulos             | Athènes B        |       | SYRIZA              |                                     |
| Maria Theleriti                         | Corinthie        |       | SYRIZA              |                                     |
| Afroditi Theopeftatou                   | Céphalonie       |       | SYRIZA              |                                     |
| Angelos Tolkas (el)                     | Imathie          |       | PASOK               |                                     |
| Ioannis Tragakis                        | Le Pirée B       |       | Nouvelle Démocratie | Premier vice-président              |
| Konstantinos Triantafyllos              | Chios            |       | PASOK               | Secrétaire pour la première session |
| Efklídis Tsakalótos                     | Athènes B        |       | SYRIZA              |                                     |
| Konstantínos Tsiáras                    | Kardítsa         |       | Nouvelle Démocratie |                                     |
| Theodora Tsikardani                     | Kozani           |       | DIMAR               |                                     |
| Theocharis Tsiokas (Charis)             | Thessalonique B  |       | PASOK               |                                     |
| Alexios Tsipras                         | Athènes A        |       | SYRIZA              |                                     |
| Nikolaos Tsonis                         | Phthiotide       |       | PASOK               |                                     |
| Nikolaos Tsoukalis                      | Achaïe           |       | DIMAR               |                                     |
| Dimitrios Tsoumanis                     | Préveza          |       | Nouvelle Démocratie |                                     |
| Theodóra Tzákri                         | Pella            |       | PASOK               |                                     |
| Kostas Tzavaras                         | Élide            |       | Nouvelle Démocratie |                                     |
| Olga-Nadia Valavani                     | Athènes B        |       | SYRIZA              |                                     |
| Evgenia Vamvaka (Tzeni)                 | Le Pirée B       |       | SYRIZA              |                                     |
| Georgios Varemenos                      | Étolie-Acarnanie |       | SYRIZA              |                                     |
| Miltiádis Varvitsiótis                  | Athènes B        |       | Nouvelle Démocratie |                                     |
| Evangelos Venizelos                     | Thessalonique A  |       | PASOK               |                                     |
| Kyriakos Virvidakis                     | La Canée         |       | Nouvelle Démocratie |                                     |
| Ménélaos Vlachvéis (bg)                 | Serrès           |       | Nouvelle Démocratie |                                     |
| Ilias Vlahogiannis                      | Tríkala          |       | Nouvelle Démocratie |                                     |
| Georgios Vlahos                         | Attique          |       | Nouvelle Démocratie |                                     |
| Pavlos Vogiatzis                        | Lesbos           |       | Nouvelle Démocratie |                                     |
| Manousos-Konstantinos Voloudakis        | La Canée         |       | Nouvelle Démocratie |                                     |
| Makis Voridis                           | Attique          |       | Nouvelle Démocratie |                                     |
| Odyssefs-Nikos Voudouris                | Athènes B        |       | DIMAR               |                                     |
| Ioannis Vouldis                         | Athènes A        |       | Aube dorée          |                                     |
| Sofía Voúltepsi                         | Athènes B        |       | Nouvelle Démocratie |                                     |
| Vassiliki-Rafaela Voulvoukeli           | Athènes B        |       | Grecs indépendants  |                                     |
| Marios Voutsinos                        | Cyclades         |       | Grecs indépendants  |                                     |
| Nikolaos Voutsis                        | Athènes A        |       | SYRIZA              |                                     |
| Ioannis Vroutsis                        | Cyclades         |       | Nouvelle Démocratie |                                     |
| Andréas Xanthos                         | Réthymnon        |       | SYRIZA              |                                     |
| Assimina Xirotyri-Ekaterinari           | Thessalonique A  |       | DIMAR               |                                     |
| Stavroula Xoulidou                      | Thessalonique B  |       | Grecs indépendants  |                                     |
| Yerasimos Yakoumatos                    | Athènes B        |       | Nouvelle Démocratie |                                     |
| Ólga Yerovassíli                        | Arta             |       | SYRIZA              |                                     |
| Vassilios-Nikolaos Ypsilantis           | Dodécanèse       |       | Nouvelle Démocratie |                                     |
| Konstantinos Zacharias                  | Arcadie          |       | SYRIZA              |                                     |
| Eléni Zaroúlia                          | Athènes B        |       | Aube dorée          |                                     |
| Hussein Zeybek                          | Xánthi           |       | SYRIZA              |                                     |
| Ioannis Zerdelis                        | Lesbos           |       | SYRIZA              |                                     |
| Ioannis Ziogas                          | Thessalonique A  |       | KKE                 |                                     |
| Polyvios Zissimopoulos                  | Thessalonique B  |       | Aube dorée          |                                     |
| Christos Zois                           | Larissa          |       | Grecs indépendants  |                                     |